# Classe Pyeongtaek
La classe Pyeongtaek était une classe de deux navires auxiliaires de type Salvage and rescue ship (en) (ATS, système de désignation des bâtiments de l'US Navy) de la marine de la république de Corée (ROKN).

## Historique

### Construction
Cinq navires étaient prévus pour cette classe Edenton, mais seulement trois ont été construits au chantier naval Brooke Marine de Lowestoft en Angleterre, puis transférés aux États-Unis.
- Le n° 1 Edenton a été transféré à la garde côtière américaine en 1996. Il est devenu le USCGC Alex Haley (en) toujours en activité.

- Le n° 2 Beaufort et le n° 3 Brunswick, après avoir servi à l'US Navy, ont été transférés à la Corée du Sud en 1997 pour devenir la classe Pyeongtaek.

### Marine de Corée du Sud
Ils sont équipés d'un grand derrick de dix tonnes à l'avant et vingt tonnes à l'arrière, de quatre points d'amarrage quatre points pour navire en détresse, d'un système de travaux de sauvetage sous-marin (jusqu'à 260 m de profondeur), de matériel d'extinction d'incendie et de levage d'objets lourds (jusqu'à 270 t, 40 m de profondeur). En temps normal, ils sont également utilisés pour retirer les filets de pêche résiduels sur le fond marin afin de protéger les ressources halieutiques.
Le Pyeongtaek et le Gwangyang furent engagés dans des activités de sauvetage lors du naufrage en 2010 de la corvette  ROKS Cheonan (PCC-772) de classe Pohang.
Étant donné que les deux navires se sont détériorés depuis plus de 40 ans après leur entrée dans la marine américaine, la Commission de la défense a décidé la construction d'un navire alternatif, le Hirasawa (ATS-27) dans le budget de défense 2008. Deux navires de sauvetage de nouvelle génération de classe Tongyeong ATS-II ont été construits sur la base de ce plan : Le Tongyeong (ATS-31) et le Gwangyang (ATS-32).

## Unités
| Nom                        | N° coque | Constructeur             | Lancement      | Service coréen | Statut            |
| -------------------------- | -------- | ------------------------ | -------------- | -------------- | ----------------- |
| Pyeongtaek ex-USS Beaufort | ATS-27   | Brooke Marine Angleterre | 1972 - US Navy | 1997           | hors service 2016 |
| Gwangyang ex-USS Brunswick | ATS-28   | Brooke Marine Angleterre | 1972 - US Navy | 1997           | hors service 2015 |

## Galerie

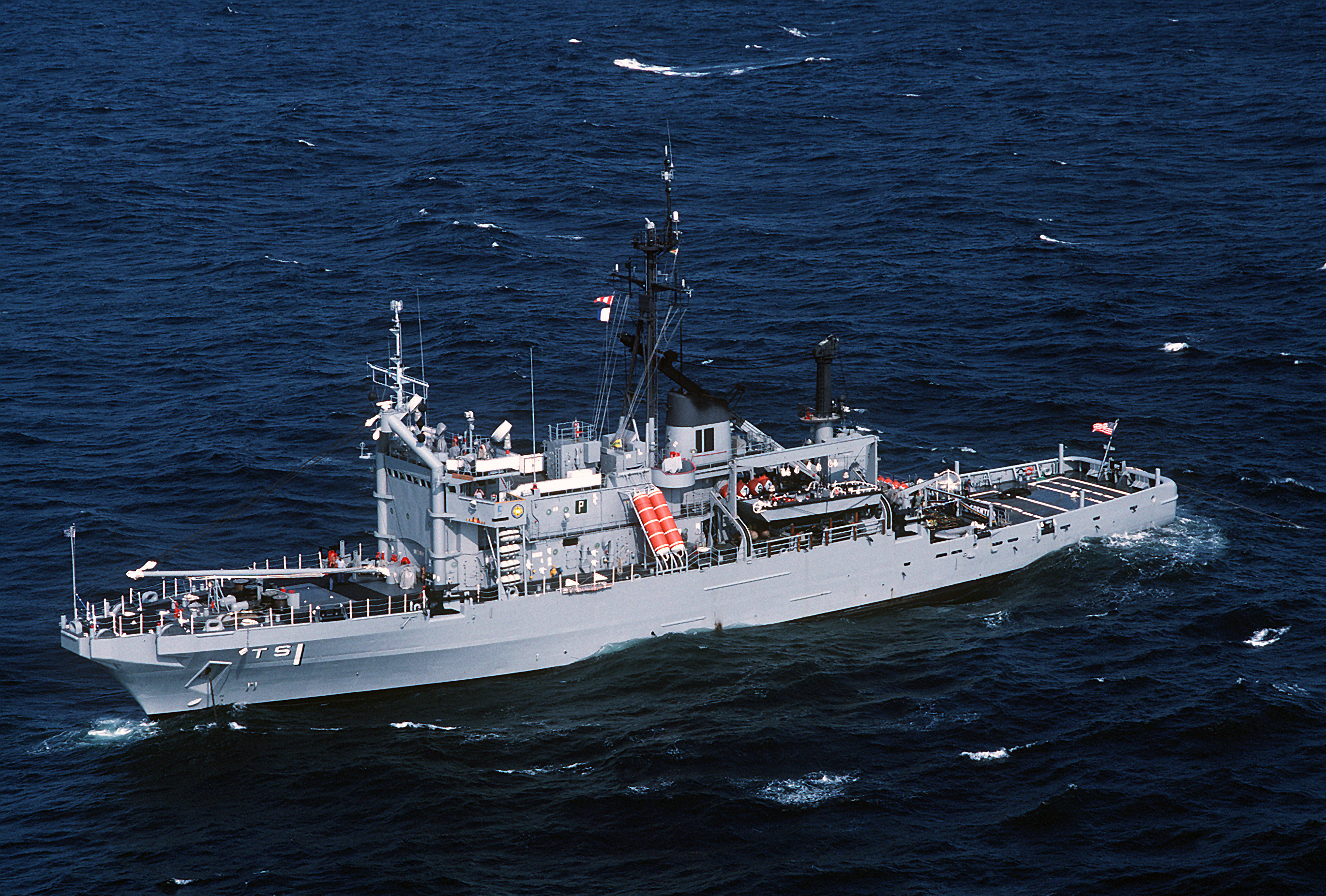
USS Edenton (ATS-1)
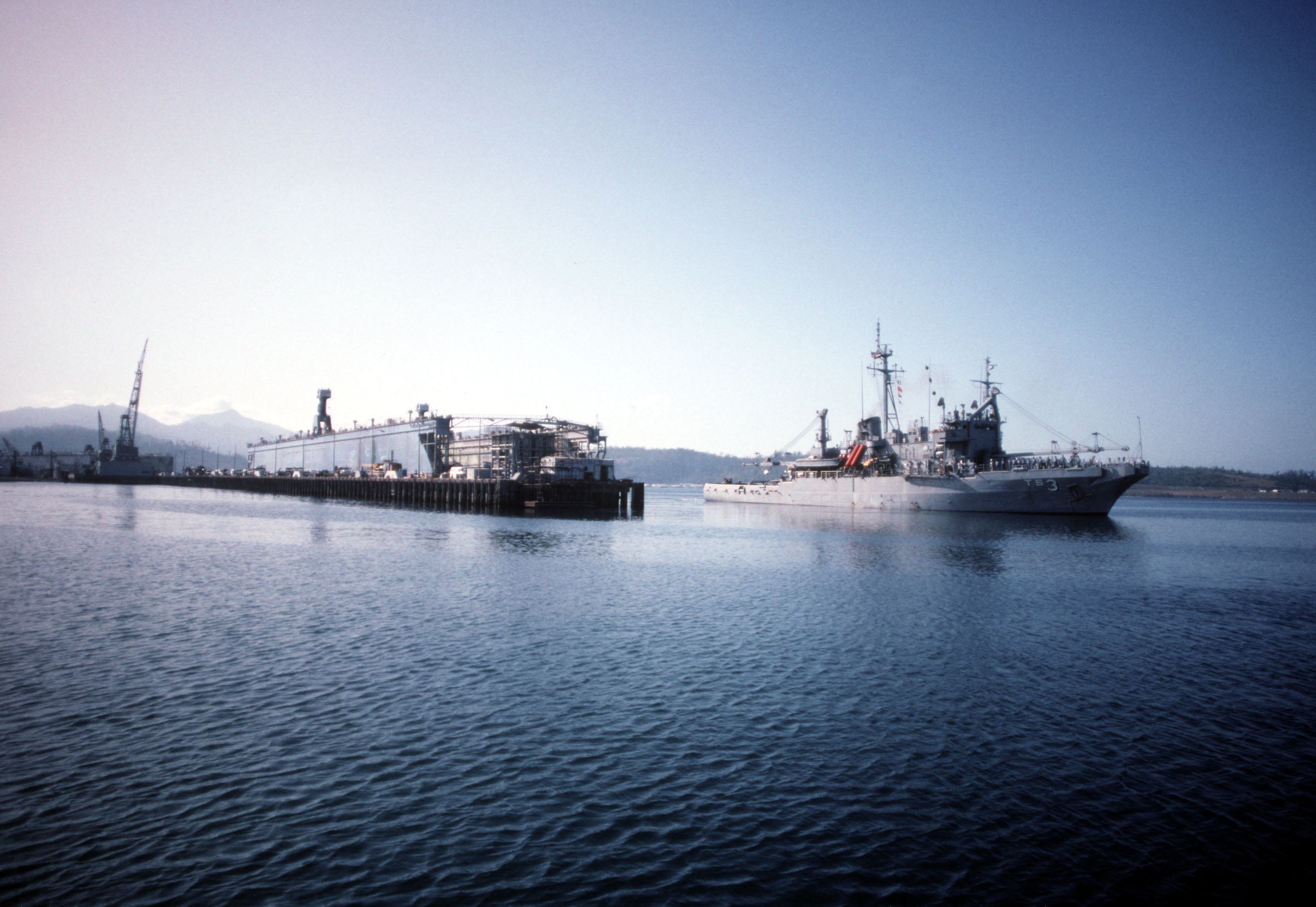
USS Brunswick (ATS-3)